# 티퍼니 코헨
티퍼니 리사 코헨(Tiffany Lisa Cohen, 1966년 6월 11일 ~ )은 전 미국의 수영 선수로 1984년 로스앤젤레스 올림픽에서 400m-800m 자유형 2관왕이었다.
유대인으로 캘리포니아주 컬버시티에서 태어났다.
1982년 그녀는 500 야드, 1,000 야드와 150 야드 자유형에서 국내 선수권을 우승하고, 세계 수상 선수권 대회에서 400m 자유형 3위를 하였다.
1986년 선수권에서 코헨은 400m와 800m 자유형, 그리고 200m 접영을 우승하였다. 1987년 국내 실외 대회에서 그녀는 400m와 800m 경주에서 재닛 에번스에게 밀려 2위를 한 후, 은퇴하였다.
1996년 "명예 수영 선수"로서 국제 수영 명예의 전당에 헌액되었다.

## 같이 보기
- 올림픽 수영 여자 메달리스트 목록